# 山西町
山西町（やまにしちょう）は、愛媛県松山市の町丁。郵便番号は791-8026。住民基本台帳に基づく人口は3,673人、世帯数は1,872世帯（2024年1月1日現在）。丁目の設定のない単独町名である。住居表示は全域で未実施。

## 歴史

### 山西村
旧松山藩領。古代は味酒郷に属したと推定される。
本郡朝美村の人民が此の地に移住して此の地を開拓した。此の朝美村の西に朝日山唐山等があり、其の山の西部にあるため山西村と称した。
嘉永4年から安政5年に庄屋の一色義十郎が村の西方の海辺の干潟地を埋立、大可賀新田50町歩を開発した。「松山領里正鑑」では里正は一色熊太郎である。
村高は「慶安郷村数帳」では838石余、うち田757石余畑80石余。「元禄村浦記」838石余「天保郷帳」「旧高旧領」ともに861石余。
1873年（明治6年）、愛媛県に所属する。1889年（明治22年）、味生村の大字となる。

## 出身人物
- 岡田實太郎（政治家、運送業、高濱郵便局長）
- 新田長次郎（実業家、資産家）[8] - 新田帯革製造所（現ニッタ）の創業者。
- 新田仲太郎（実業家、資産家、海運業）[8] - 内外汽船社長。新田長次郎の甥。
- 新田萬次郎（政治家） - 味生村長。